# Kotélnikovo (Kursk)
|  | Per a altres significats, vegeu «Kotélnikovo». |

Kotélnikovo (en rus: Котельниково) és un poble de l'óblast de Kursk, a Rússia, que en el cens del 2010 tenia 465 habitants. Pertany al districte rural d'Oboian.